# Lasowe (Stara Huta)
Lasowe – część wsi Stara Huta w Polsce, położona w województwie lubelskim, w powiecie zamojskim, w gminie Krasnobród.
W latach 1975–1998 Lasowe należało administracyjnie do województwa zamojskiego.
Miejsce bitwy stoczonej 4 lutego 1943 przez oddziały Armii Krajowej z Niemcami. Na południowym skraju wioski znajduje się pomnik ku czci poległych partyzantów i mieszkańców wsi.
Wierni Kościoła rzymskokatolickiego należą do parafii Opatrzności Bożej w Bondyrzu.